# Langanes

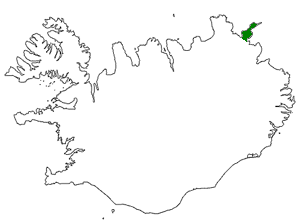
Położenie półwyspu Langanes na mapie Islandii

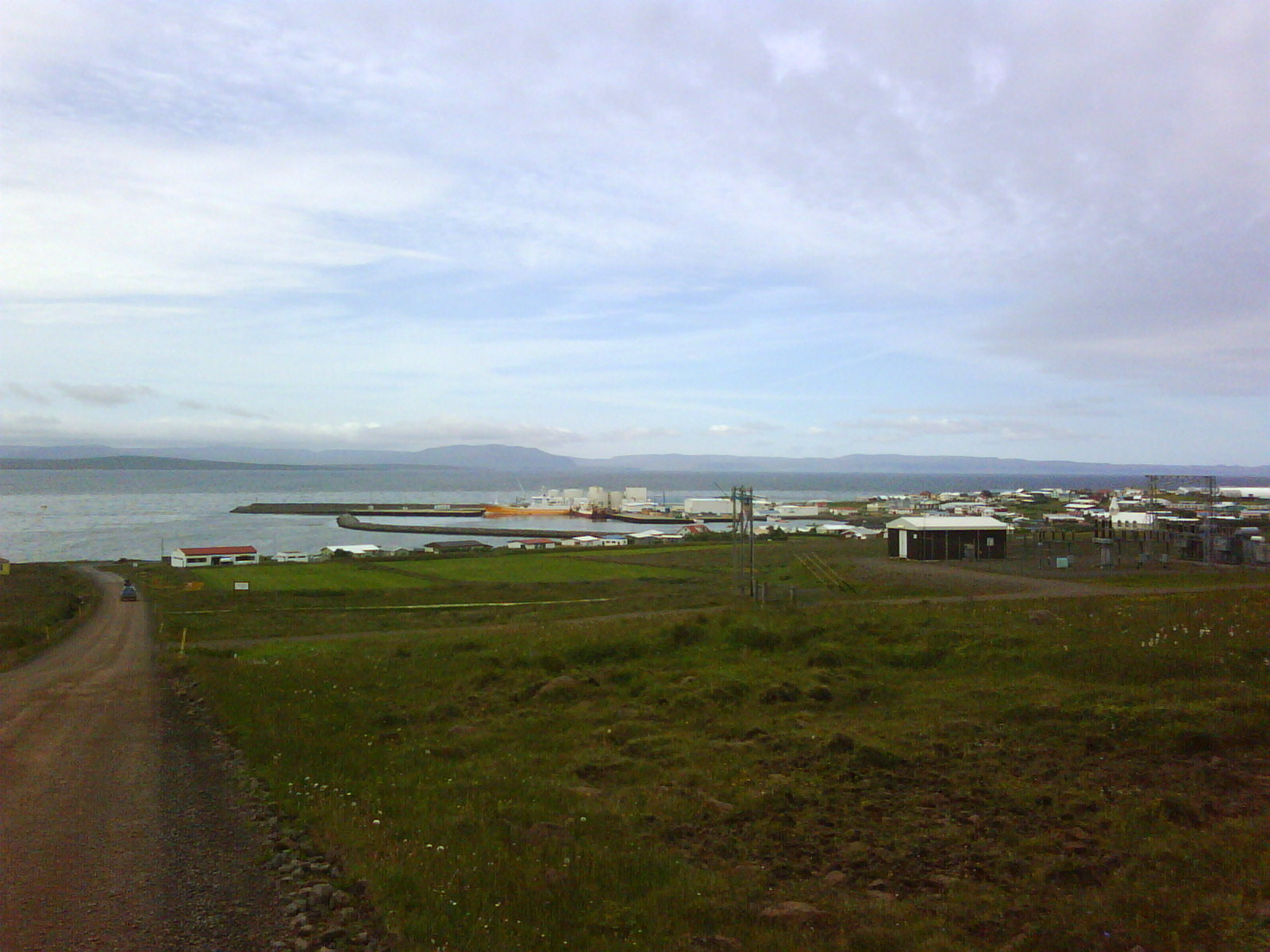
Krajobraz półwyspu Langanes w okolicach Þórshöfn

Langanes – półwysep w północno-wschodniej Islandii, pomiędzy zatokami Þistilfjörður na zachodzie i Bakkaflói na wschodzie.
Półwysep ma około 45 km długości, około 10 km szerokości u nasady i około 18 km w najszerszym miejscu. Teren półwyspu jest w większości lekko pofałdowany ze wzgórzami osiągającymi 200–250 m n.p.m. Jedynie w południowo-wschodniej części znajduje się bardziej górzysty obszar ze szczytem Gunnólfsvíkurfjall o wysokości 719 m n.p.m. Na półwyspie, zwłaszcza w jego części centralnej, można znaleźć liczne, niewielkie jeziora.
Jedyną większą miejscowością na półwyspie jest położone w południowo-zachodniej części Þórshöfn. Półwysep w całości położony jest w gminie Langanesbyggð, która wzięła od niego nazwę.